# Nagyrábé
Nagyrábé é uma vila da Hungria, situada no condado de Hajdú-Bihar. Tem 85,42 km² de área e sua população em 2019 foi estimada em 2.136 habitantes.